# 布里永 (安德尔省)
布里永（法語：Brion，發音：[bʁijɔ̃] ⓘ），法国中部市镇，位于中央-卢瓦尔河谷大区安德尔省，隶属于沙托鲁区，其市镇面积为44.2平方公里，2022年1月1日时人口数量为595人，在法国市镇中排名第14,736位（2022年）。
布里永位于安德尔省中北部，兰瓜尔河发源于其境内，A20高速公路经过该地并设有出入口。

## 地名来源

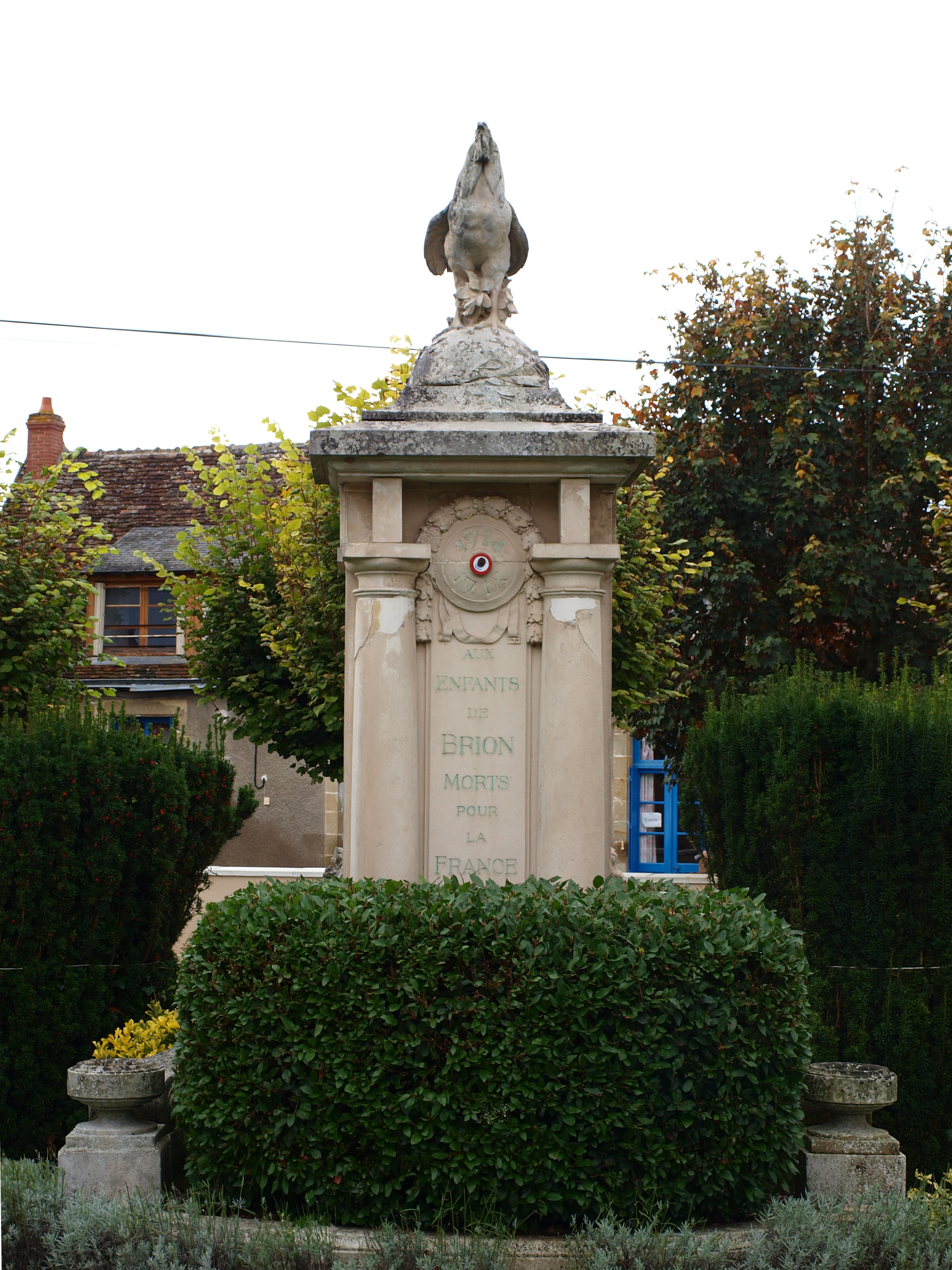
烈士纪念碑

“Brion”一名的来源及含义尚缺乏官方解释，法国境内还有多个以此命名或含有此名的市镇。

## 历史
布里永的早期历史尚不清楚，该地历史上长期为一处普通农业聚落。根据当地官方网站的论述，布里永可能始建于公元十世纪，1716年被隆戈奈家族（famille de Longaunay）继承。法国大革命后，布里永成为安德尔省的一个市镇。布里永附近的A20高速公路于1996年建成通车。

## 地理

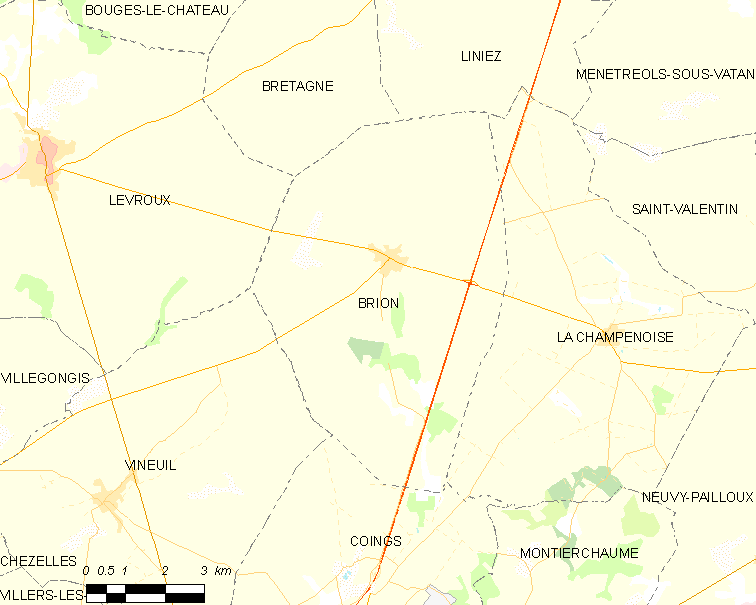
布里永市镇范围地图

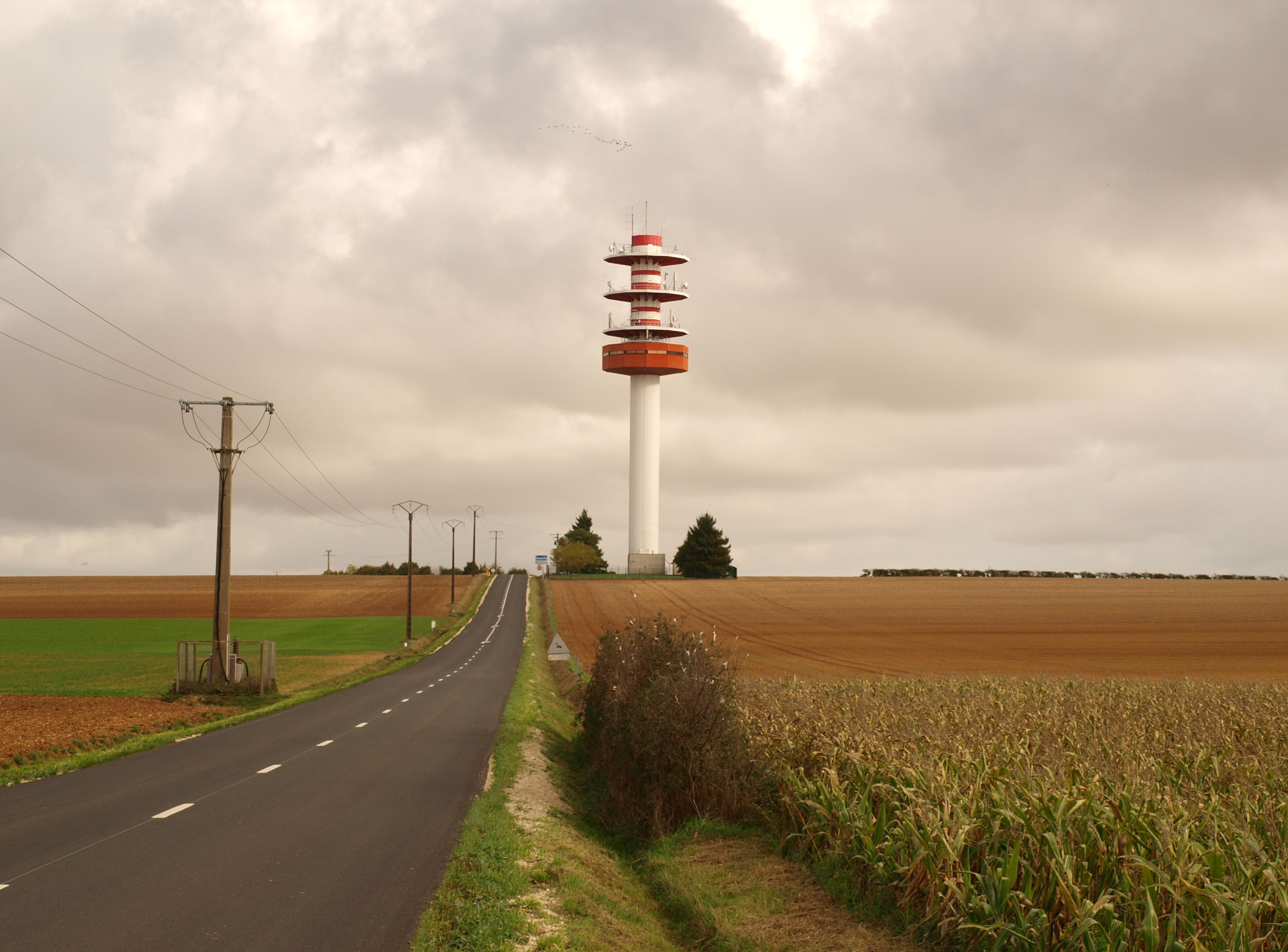
布里永附近的田野景观

布里永位于法国中部，中央-卢瓦尔河谷大区南部和安德尔省中北部，距离省会沙托鲁大约21公里。与布里永接壤的市镇包括：布列塔尼、拉尚珀努瓦斯、库万、勒夫鲁、利涅和维讷伊。

### 地形
布里永位于贝里地区腹地，境内以平原和缓丘为主，市镇中心地势较为平坦，整体地势自南向北略有抬升，全境海拔在158到222米之间。

### 水文
布里永位于卢瓦尔河流域范围内，兰瓜尔河发源于布里永镇中心南侧并向南流出市境。

### 植被
布里永属于温带阔叶混交林区，林地散落分布于河流附近及市镇范围内的多个区域，其中市区南部为红土地树林（Bois des Terres Rouges）。
在鲜花城市的评比中，布里永暂未被评级。

### 自然灾害
布里永的地震危险度等级为2级，属于低危险；氡辐射等级为1级，属于低危险。1982至2025年1月间，布里永境内共发生4次有记录的自然灾害，其中2次洪涝，1次暴风雨。

### 气候
布里永在柯本气候分类法中属于温带海洋性气候（Cfb）。

## 行政区划
布里永的市镇编号为36026，邮政编号为36110。
在行政管理方面，布里永隶属于法国中央-卢瓦尔河谷大区安德尔省沙托鲁区；在地方选举方面，布里永隶属于勒夫鲁县，其市镇范围全境被划入安德尔省第二选区；在社会管理方面，布里永是勒夫鲁地区市镇公共社区的组成部分。
截至2025年3月，布里永市镇范围内暂无任何安全优先街区及城市政策优先街区。
法国国家统计与经济研究所（简称“INSEE”）在进行数据统计时，未将布里永划入任何城市核心区（Unité urbaine），并将包括布里永在内的周边共71个市镇划为沙托鲁城市辐射区。此外，INSEE还将布里永市镇整体看作一个“块区”（IRIS），以便于统计人口分布情况。

## 交通

### 公路
A20高速公路经过布里永市镇范围东部并设有一处出入口，此外安德尔省省道D8线、D8b线、D27线、D37线在布里永境内交汇。
2021年，77.5%的布里永家庭拥有至少一辆私人汽车。2023年，布里永境内共发生各类交通事故1起，造成2人重伤。
| 11 | 2 |

| 沙托鲁 | 19 |

| 伊苏丹 | 21 |

| 勒夫鲁 | 9.5 |

### 铁路
距离布里永最近的运营中的客运铁路车站为14公里外的讷维帕尤站，该站停靠往返于奥尔良和阿让通一线的区域列车。

### 航空
布里永距离沙托鲁机场的高速公路里程大约17公里。

### 城市公共交通
截至2025年3月，布里永暂无城市公共交通系统。

## 政治

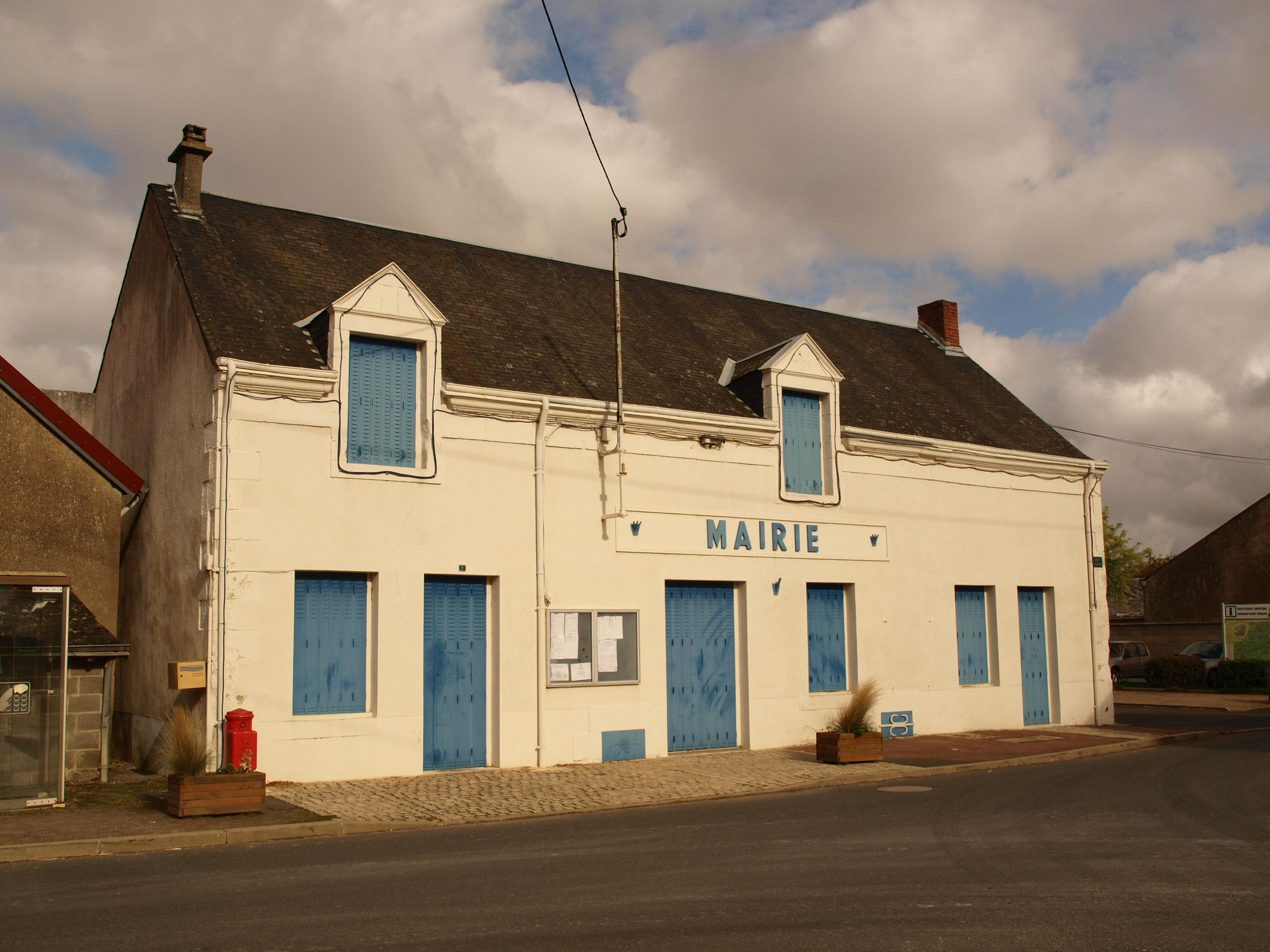
布里永市政厅

布里永的现任市长为蒂埃里·富雷先生（Thierry FOURRÉ），他是一名右翼无党派人士，在2020年的市政选举中获得了100%的支持率（无其他候选人）。
在2022年的法国总统大选的第二轮选举中，法国极右翼政党国民阵线主席玛丽娜·勒庞在布里永获得了57.95%的支持率。

## 人口
2022年，布里永市镇人口数量为595，在法国排名第14,736位。其中男性302人，女性307人，75岁及以上人口占7.6%，外籍人口数量为4人，人口密度为13人/平方公里，当地居民被称为（男性）或（女性）。2015至2021年间，布里永的人口增长率为2.1%。2022年，布里永境内出生6人，死亡人口6人。
| 布里永1901年－2022年人口变化情况 |
|                                  |
| 数据来源：Cassini、INSEE         |

## 经济
INSEE于2020年将布里永划入沙托鲁就业区（Zone d'emploi de Châteauroux），并又于2022年将其划入勒夫鲁生活区（Bassin de vie de Levroux）。截至2025年2月，布里永市镇范围内共有各类用人单位（包含自雇）102家，比上一年同期新增3家； （农产品加工）是当地2022年已公布营业额最高的企业，为1,959,669欧元。

## 财政与居民收入
2023年，布里永的财政收入总额为598,040欧元，财政支出总额为504,680欧元，当年的债务总额为82,100欧元。2023年，布里永市镇通过增值税获得7,200欧元的收入，此外当地还共获得了18,590欧元的国家直接财政补助。
| 布里永居民收入情况                                                                                 | 布里永居民收入情况  | 布里永居民收入情况  | 布里永居民收入情况  |
| 内容                                                                                               | 布里永              | 安德尔省            | 法國                |
| -------------------------------------------------------------------------------------------------- | ------------------- | ------------------- | ------------------- |
| 居民平均时薪                                                                                       | 不详                | 13.8欧元（2022年）  | 17欧元（2022年）    |
| 高级职员人均时薪                                                                                   | 不详                | 23.8欧元（2022年）  | 29.1欧元（2022年）  |
| 中级职员人均时薪                                                                                   | 不详                | 15.4欧元（2022年）  | 16.6欧元（2022年）  |
| 普通职员人均时薪                                                                                   | 不详                | 11.5欧元（2022年）  | 12.1欧元（2022年）  |
| 工人人均时薪                                                                                       | 不详                | 12.1欧元（2022年）  | 12.5欧元（2022年）  |
| 贫困率                                                                                             | 不详                | 15.4%（2021年）     | 14.5%（2021年）     |
| 青壮年（15至64岁）失业率                                                                           | 11.6%（2021年）     | 11.6%（2021年）     | 10.4%（2021年）     |
| 家庭总数                                                                                           | 249（2022年）       | 414（2022年）       | 1,160（2022年）     |
| 征税家庭数量占比                                                                                   | 37.5%（2023年）     | 45.1%（2022年）     | 44.8%（2022年）     |
| 家庭年均纳税                                                                                       | 1,798欧元（2023年） | 2,100欧元（2022年） | 4,481欧元（2022年） |
| *注：INSEE未公布2,000人口以下市镇的部分经济数据。 资料来源：INSEE、L'Internaute、Le Journal du Net |                     |                     |                     |

## 社会事务

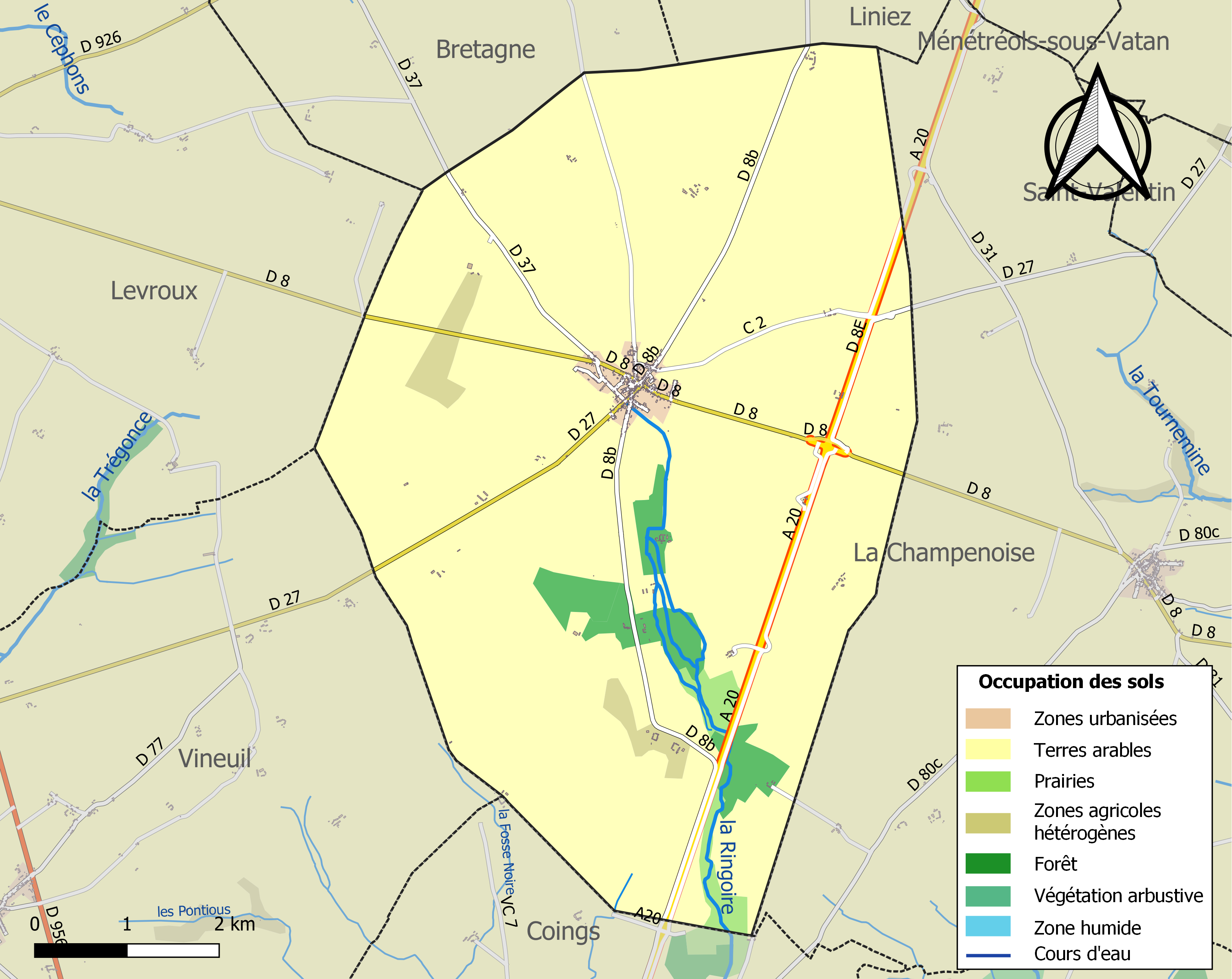
布里永土地利用情况地图

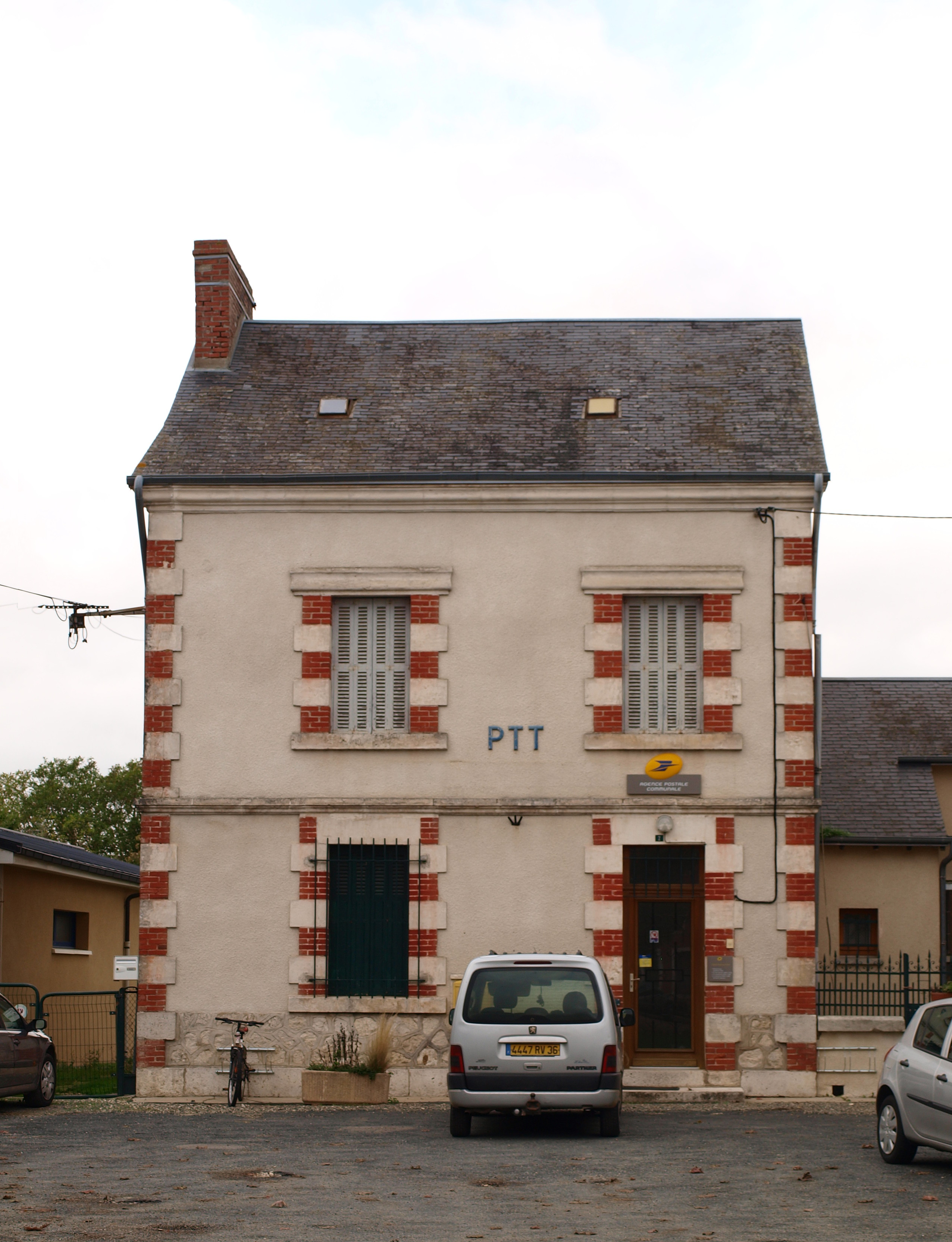
邮局

### 教育
布里永属于奥尔良-图尔学区。截至2023年1月1日，布里永境内共有1所小学。

### 医疗
截至2023年1月1日，布里永境内暂无任何医疗机构及相关从业人员。
距离布里永最近的区域性医疗机构为沙托鲁中心医院（Centre Hospitalier de Châteauroux），其主病区医院位于沙托鲁市区南部，距离布里永市区的正常车程大约20分钟，该院设有床位755个，是安德尔省规模最大的公立综合性医院。

### 住房
2021年，布里永境内共有各类住房298套，其中97.0%为独立式住宅，2.3%为集中式住宅。常住房屋占布里永市镇范围内居民建筑总量的83.9%。2023年，布里永的居住税率为25.90%，不动产税率为40.07%（其中空置土地的不动产税率为33.96%）。
在住房保障政策方面，2023年，布里永境内共有95户家庭获得了家庭津贴补助，受益人数占总人口数量的16.0%，无人获得房租补助。

### 商业
2021年，布里永境内共有各类实体商铺9家，其中超市1家、汽车维修店1家。

### 体育
2023年，布里永境内共有1处足球或橄榄球场。
截至2025年3月，布里永境内暂无任何注册足球俱乐部。维讷伊-布里永体育会（ES Vineuil Brion，编号540451）是当地的代表性足球队，其注册地为维讷伊，成立于1990年，其主队2024至2025赛季参加安德尔省足球联赛丙组（法国第十一级别），其位于布里永境内的主场为市政球场（Stade Municipal）。

### 环境
布里永的环境事务由其所属的勒夫鲁地区市镇公共社区联合各级政府协调负责。2021年，布里永境内暂无污染企业。

### 治安
2023年，布里永市镇范围内累计记录各类案件21起，其中盗窃类案件8起，人身侵犯类案件6起，毒品交易类案件5起。

## 文化

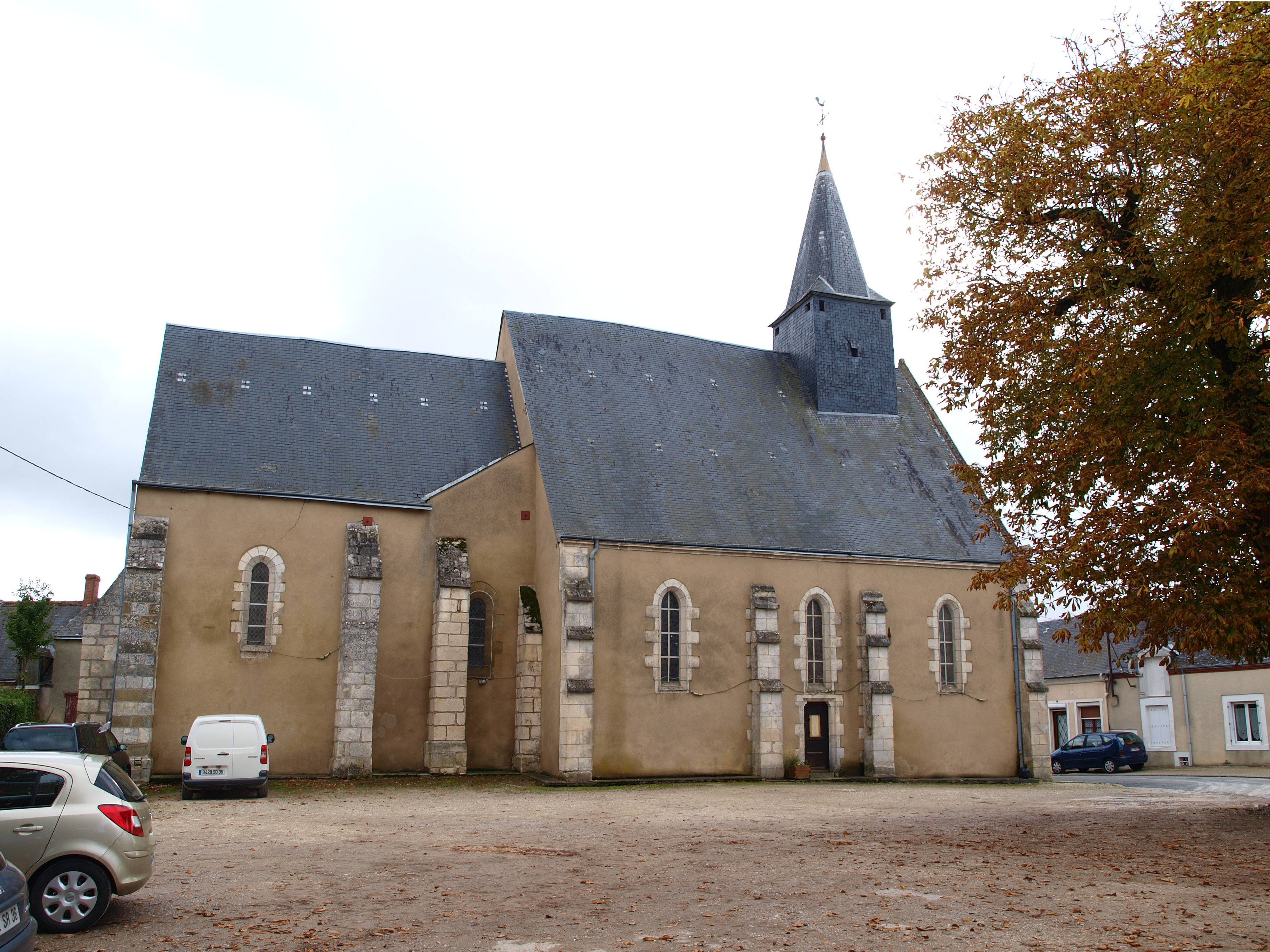
圣伯多禄锁链教堂

2021年，布里永境内暂无任何文化设施。

### 建筑
截至2025年3月，布里永境内暂无任何法国国家文物保护单位，镇中心的布里永圣伯多禄锁链教堂（Église Saint-Pierre-aux-Liens de Brion）是当地的一处地标性建筑物。

### 旅游
布里永的旅游事务由其所属的勒夫鲁地区市镇公共社区联合各级政府协调负责。2024年，布里永境内暂无任何常规游客接待设施。

### 媒体
法国主要的媒体均可在布里永接收，法国电视三台下属的中央-卢瓦尔河谷大区频道在部分时段播出布里永所在安德尔省的地方新闻。《中西部新共和国报》、Ici贝里、伊苏丹贝里第一电视台等是当地主要的地方性媒体。

## 友好城市
截至2025年3月，布里永暂未建立任何友好城市关系。